# John Jennings (Politiker)

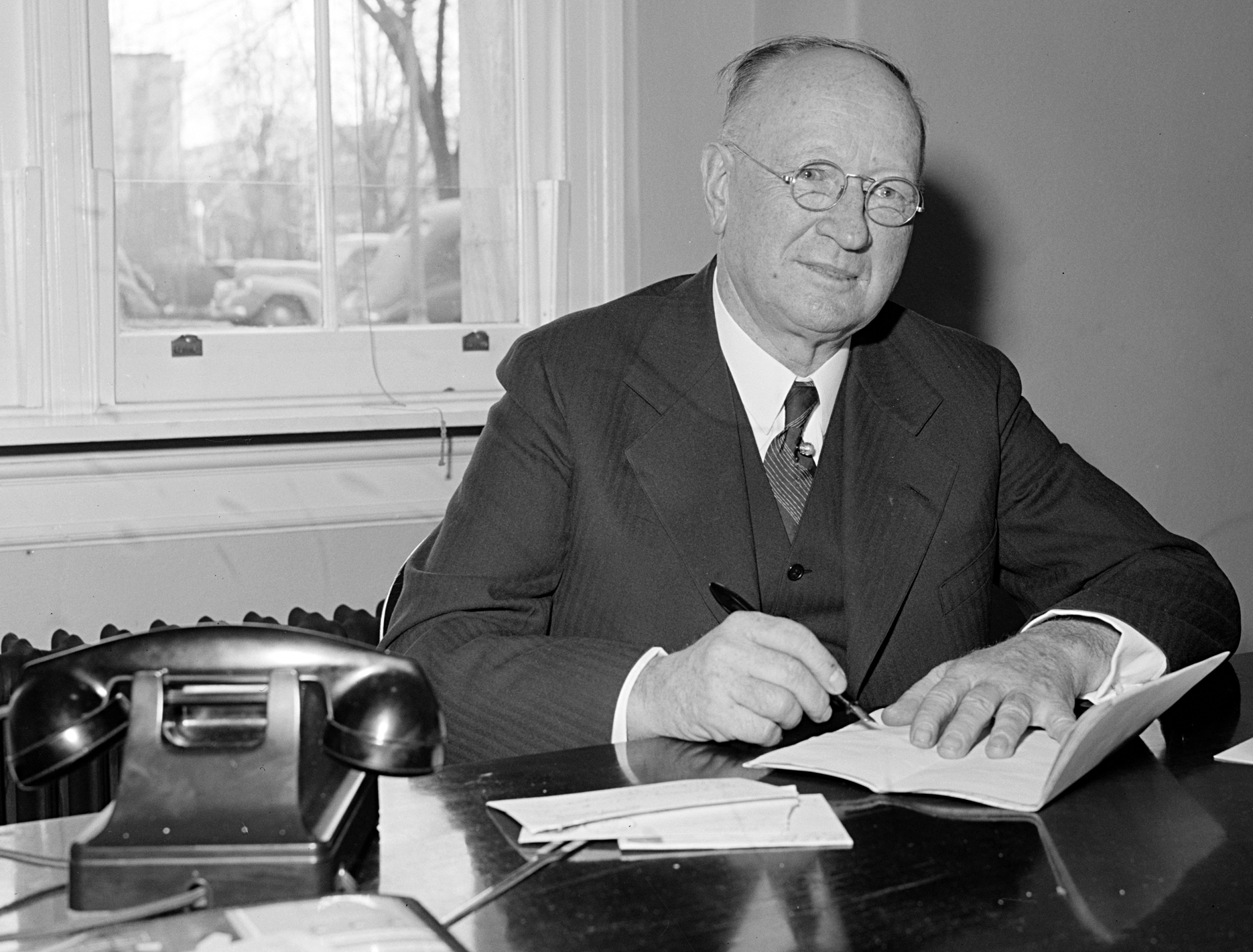
John Jennings (1939)

John Jennings Jr. (* 6. Juni 1880 in Jacksboro, Tennessee; † 27. Februar 1956 in Knoxville, Tennessee) war ein US-amerikanischer Politiker. Zwischen 1939 und 1951 vertrat er den Bundesstaat Tennessee im US-Repräsentantenhaus.

## Werdegang
John Jennings besuchte die öffentlichen Schulen seiner Heimat und danach die American Temperance University in Harriman. Daran schloss sich ein Studium an der Grant University in Athens an. Nach einem Jurastudium und seiner im Jahr 1903 erfolgten Zulassung als Rechtsanwalt begann er in Jellico in seinem neuen Beruf zu arbeiten. In den Jahren 1903 und 1904 fungierte er als Schulrat im dortigen Campbell County. Zwischen 1911 und 1918 war er Staatsanwalt in diesem Bezirk. Politisch war Jennings Mitglied der Republikanischen Partei. In den Jahren 1912, 1936 und 1944 nahm er als Delegierter an deren Republican National Conventions teil. Zwischen 1918 und 1919 arbeitete er als Special Assistant für den Bundesjustizminister. Danach war er bis 1923 Richter im zweiten Kanzleigerichtsbezirk von Tennessee. Im Jahr 1923 zog er nach Knoxville, wo er in den folgenden Jahren als Rechtsanwalt praktizierte.
Nach dem Tod des Kongressabgeordneten J. Will Taylor wurde Jennings bei der fälligen Nachwahl für den zweiten Sitz von Tennessee als dessen Nachfolger in das US-Repräsentantenhaus in Washington, D.C. gewählt. Dort trat er am 30. Dezember 1939 sein neues Mandat an. Nach fünf Wiederwahlen konnte er bis zum 3. Januar 1951 im Kongress verbleiben. Dort wurden bis 1941 noch weitere New-Deal-Gesetze der Bundesregierung verabschiedet. Seit dem 7. Dezember 1941, dem Tag des japanischen Angriffs auf Pearl Harbor, war auch die Arbeit des Kongresses von den Ereignissen des Zweiten Weltkrieges geprägt. Später erlebte Jennings als Kongressabgeordneter auch den Beginn des Kalten Krieges.
Im Jahr 1950 wurde John Jennings von seiner Partei nicht mehr zur Wiederwahl nominiert. Nach seinem Ausscheiden aus dem US-Repräsentantenhaus arbeitete er wieder als Anwalt in Knoxville. Dort ist er am 27. Februar 1956 auch verstorben.